# Luis Herrero-Tejedor
Luis Francisco Herrero-Tejedor Algar (ur. 4 października 1955 w Castellón de la Plana) – hiszpański dziennikarz, od 2004 do 2009 poseł do Parlamentu Europejskiego VI kadencji.

## Życiorys
Absolwent dziennikarstwa na Uniwersytecie Nawarry. Karierę zawodową rozpoczynał jako asystent redaktora pisma „Arriba”, na początku lat 80. był redaktorem magazynu „Diario Mediterráneo”, później współpracował z „Hoja de Lunes” i „Tiempo”. W 1982 został dziennikarzem stacji radiowej Antena 3, był zastępcą dyrektora ds. wiadomości.
Po przerwie w latach 1984–1986, gdy pracował jako redaktor w różnych pismach, powrócił do radia jako reporter polityczny. W 1990 został prezenterem serwisów informacyjnych telewizji Antena 3. Od 1992 związany z programem La Linterna – wiadomościami telewizji COPE. W 1998 w tej samej stacji rozpoczął prowadzenie programu La Mañana.
W wyborach w 2004 uzyskał mandat deputowanego do Parlamentu Europejskiego VI kadencji z listy Partii Ludowej. Był członkiem grupy EPP-ED, pracował w Komisji Kultury i Edukacji. W 2009 nie ubiegał się o reelekcję, powracając do działalności biznesowej i dziennikarskiej.
Opublikował także kilka książek, głównie z zakresu dziennikarstwa śledczego, m.in. La muerte de Franco jamás contada (wspólnie z Javierem Figuero, 1985), De Fraga a Fraga (wspólnie z Carlosem Dávilą, 1988), Conde, el ángel caído (1994), El ocaso del Régimen (1995) i inne. W 2007 wydał książkę Los que le llamábamos Adolfo.